# 万科企業
万科企業股份有限公司（ばんか きぎょう こうこ ゆうげんこうし）は、中華人民共和国の大手不動産デベロッパー。英称は、China Vanke（チャイナ・バンケ）。60を超える珠江デルタ、長江デルタ、渤海湾沿岸に所在する都市において、不動産開発・管理・販売を手がけている。2012年より、香港、アメリカ合衆国、イギリス、マレーシアにも進出している。筆頭株主は 深圳市地鉄集団（深圳メトロ）であるが、これは2015年に傘下の保険会社を通じて資金を調達した投機筋の宝能投資集団及び競合企業の恒大集団に敵対的買収を仕掛けられた際に、深圳メトロがホワイトナイトとなった経緯によるものである。
本社は、深圳市の 大梅沙海浜公園 に立地する万科中心に置かれている。
万科は、1991年に深圳発展銀行に次ぐ、2番目の上場企業として、開業したばかりの深圳証券取引所に上場した。創業者の王石は、改革派の経営者として知られ、不動産業界のオピニオン・リーダーとして知られた。
2019年には三菱地所と戦略的提携協定を締結。
2020年に、フォーチュン・グローバル500に208位でランクイン。 フォーチュン掲載時点において、年商532.53億ドル、資産2,483.6億ドル、従業員131,505人。
また、同じく2020年にフォーブス・グローバル2000に96位でランクインした。
2021年第3四半期には、不動産市況の悪化を受けて、成約面積は前年同期比36.5％減となる一方、中国当局により、財務危機にある恒大集団の資産の買取りを要請されている。

## 脚註
1. ↑  「中国、有力株投機封じ込め　投資家「宝能」を処分」『日本経済新聞』2017年2月28日。2021年11月14日閲覧。
2. ↑  "Contact Us." Vanke. Retrieved on November 9, 2018. "Headquarters of Vanke Co., Ltd. Address：Vanke Center, No.33 Huanmei Road, Dameisha, Yantian District, Shenzhen" - Address in Chinese: "深圳市盐田区大梅沙环梅路33号万科中心"
3. ↑  「万科企業の王石董事長が退任　株式争奪収束で」『日本経済新聞』2017年7月1日。2021年11月14日閲覧。
4. ↑  「三菱地所／物流倉庫など手がける中国大手デベロッパーと提携」『LNEWS』2019年5月20日。2021年11月14日閲覧。
5. 1 2  “Vanke”. フォーチュン. 2021年5月26日時点のオリジナルよりアーカイブ。2021年5月26日閲覧。
6. ↑  “Vanke”. フォーブス. 2021年5月26日時点のオリジナルよりアーカイブ。2021年5月26日閲覧。
7. ↑  「不動産大手の万科、３Ｑの成約面積37％減」『NNA ASIA』2021年11月3日。2021年11月14日閲覧。
8. ↑  「国有企業の動き焦点　恒大の資産買収模索―中国」『時事通信』2021年10月1日。2021年11月14日閲覧。